# Barringtonia seaturae
Barringtonia seaturae är en tvåhjärtbladig växtart som beskrevs av H.B.Guppy. Barringtonia seaturae ingår i släktet Barringtonia och familjen Lecythidaceae. Inga underarter finns listade i Catalogue of Life.